# Mezőszengyel
Mezőszengyel (románul Sânger, németül Sentengel) falu Romániában, Maros megyében, Mezőszengyel község központja. A községközponton kívül Borza, Fodorkút, Keménytelke, Pripora, Sárkihíd, Gladur, illetve Zapodia tartozik hozzá.

## Fekvése
Marosvásárhelytől 33 km-re nyugatra a Mezőségi-patak mellett fekszik.

## Története
1333-ban Scengyel alakban írva említik először. A falu magyar lakossága 1848. október 18-án a román vérengzések áldozata lett. A Betegh család udvarháza ma mezőgazdasági központ. 1910-ben 1657, többségben román lakosa volt, jelentős magyar kisebbséggel. A trianoni békeszerződésig Torda-Aranyos vármegye Marosludasi járásához tartozott. 1992-ben 1197 lakosából 961 román, 167 magyar, 69 cigány volt, közülük 904 ortodox, 146 római katolikus. Határában földgázkitermelés folyik.